# Bank Leu

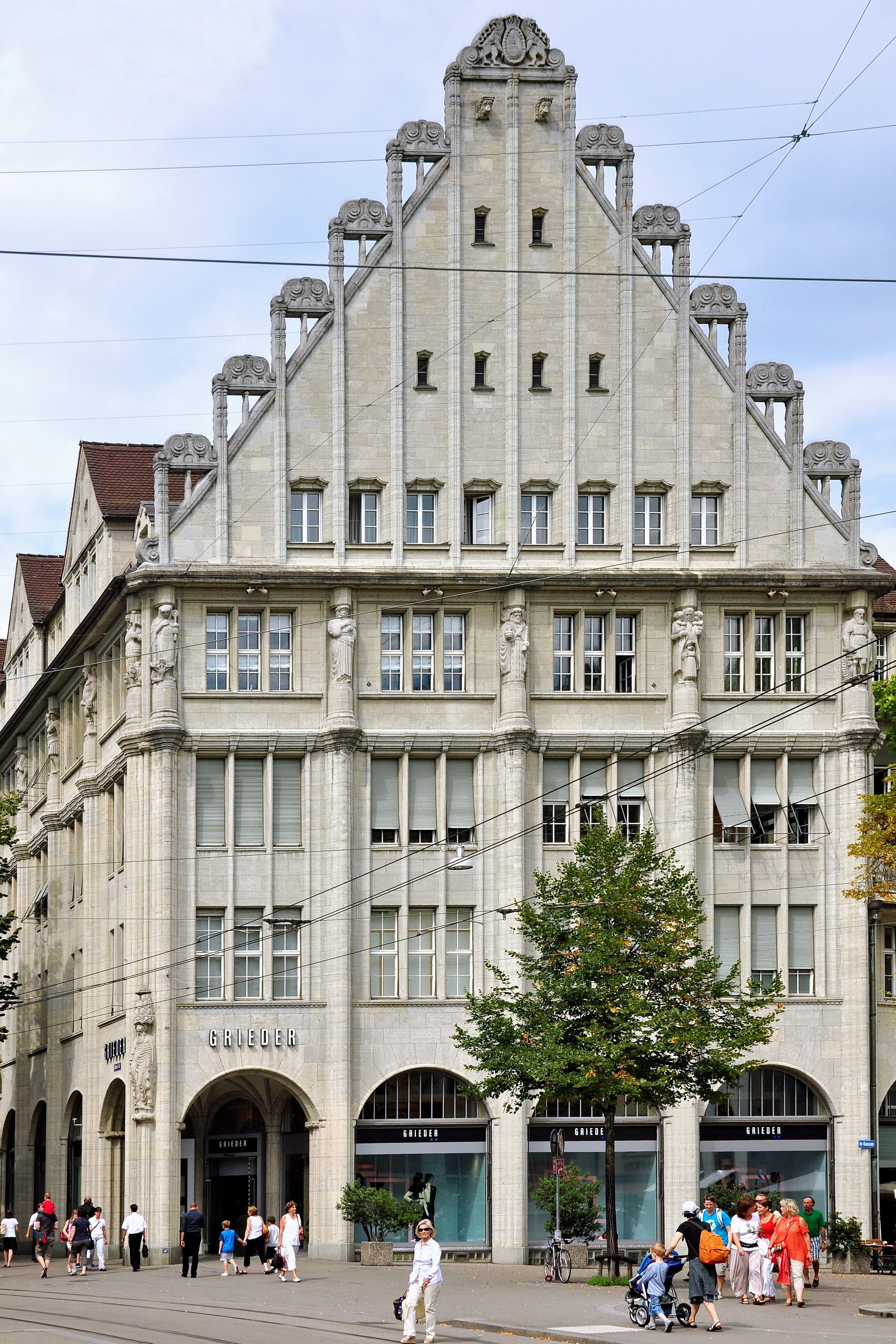
Der „Leuenhof“, Bahnhofstrasse 32, Zürich, ehemaliger Hauptsitz der Bank Leu. Seit 2020 Zürcher Niederlassung der Pictet-Gruppe

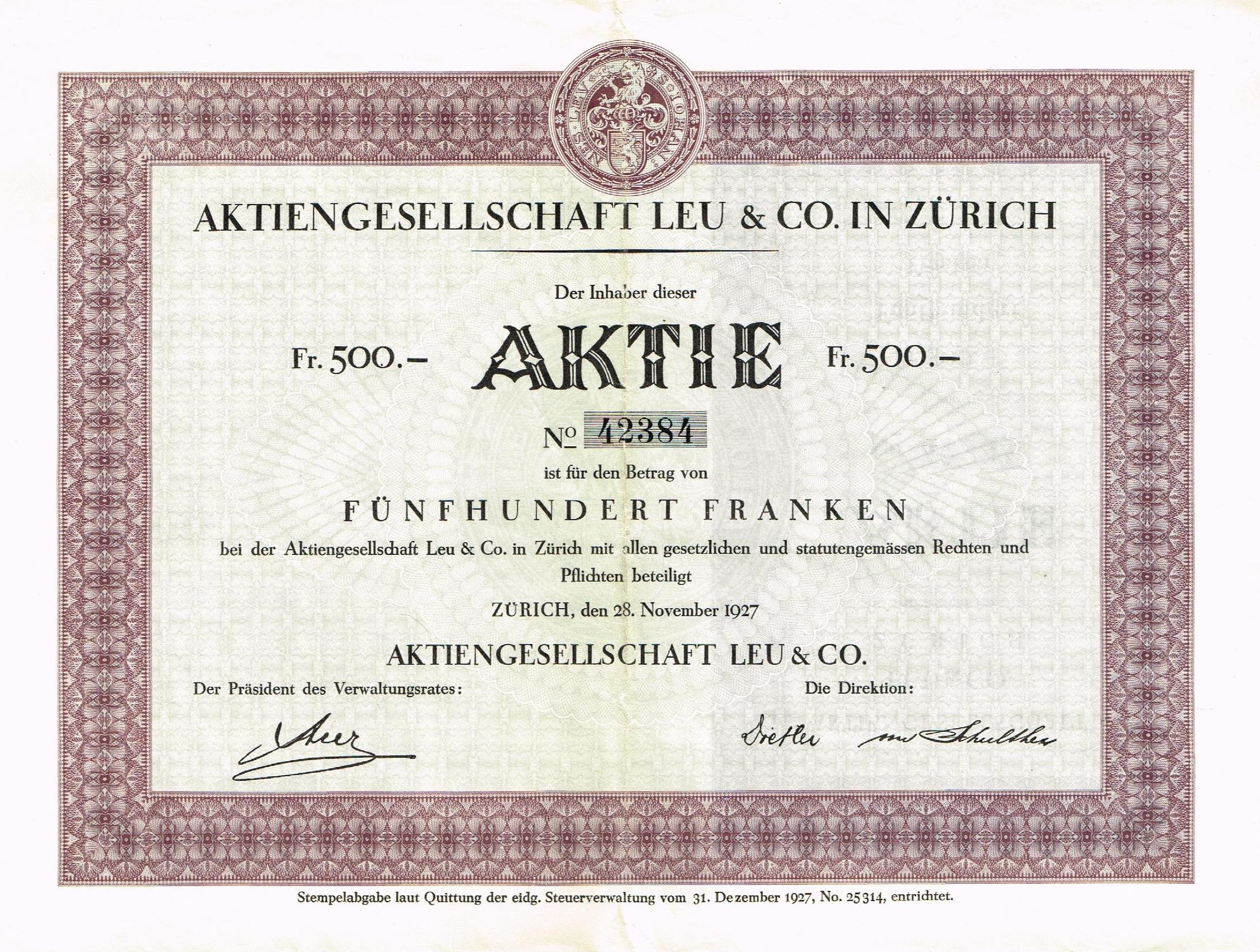
Aktie über 500 Franken der AG Leu & Co. vom 28. November 1927

Die Bank Leu, mit Hauptsitz in Zürich, war ein Schweizer Kreditinstitut. Sie ging per 1. Januar 2007 in der Bank Clariden Leu auf. Zu diesem Zeitpunkt war sie die älteste Grossbank der Schweiz.

## Geschichte
Bereits Anfang des 18. Jahrhunderts kam in der Stadt Zürich der Gedanke auf, durch die Gründung einer staatseigenen Bank wohlhabenden Zürchern Privatpersonen, Zünften, Unternehmen und Ämtern bessere Möglichkeiten der Geldanlage im Ausland zu bieten. Konkret wurde ein entsprechender Plan 1713 im Zusammenhang mit der Zürcher Verfassungsrevision diskutiert, verlief aber zunächst im Sande.
Erst am 27. November 1754 fasste der Zürcher Stadtstaat einen entsprechenden Beschluss, auf dessen Grundlage die Bank „Leu et Compagnie“ am 15. April 1755 mit einem Grundkapital von 50.000 Gulden ihre Geschäftstätigkeit aufnahm. Das Bankhaus verfügte aber nicht über eine Staatsgarantie. Gemäss der damaligen Gepflogenheit, kommerzielle Einrichtungen der Stadt Zürich unter dem Namen einer kaufmännischen Firma auftreten zu lassen, wurde das neue Institut nach dem damaligen Zürcher Säckelmeister und späteren Bürgermeister Johann Jacob Leu benannt.
Leu et Compagnie finanzierte sich zunächst durch die Ausgabe festverzinslicher Anleihen, „Rathausobligationen“ genannt. Die daraus stammenden Gelder wurden zu einem kleineren Teil an Kreditnehmer aus der nichtzürcher Eidgenossenschaft vergeben, zu einem grösseren Teil aber bei ausländischen Kreditnehmern platziert. Zu Letzteren zählten die Bank of England, die österreichische Kaiserin Maria Theresia und ihr Sohn und Thronfolger Joseph II. Auch in Frankreich wurde über die Pariser Bank „Labhard, Vernet & Cie.“ (später in „Thellusson, Necker & Cie.“ umbenannt) in grossem Umfang in Staatsanleihen investiert. Die Bank Leu erwies sich schnell als finanzieller Erfolg. Bereits 1771 konnte sie die 50.000 Gulden Startkapital an die Stadt Zürich zurückzahlen.
Durch die Französischen Revolution und in der Folge die Napoleonischen Kriege verloren viele der ins Ausland vergebenen Kredite an Wert oder wurden gar gänzlich wertlos. Als die Reserven der Bank Leu aufgebraucht waren, musste diese saniert werden. Hierzu wurde sie 1798 in eine private Gesellschaft umgewandelt, die ausstehenden Rathausobligationen als unkündbar deklariert und die darauf anfallenden Zinsen reduziert. Im Gegenzug konnten die Inhaber der Obligationen zukünftig in jährlichen Generalversammlungen die Bankleitung („Kommission“) wählen und die Bankbilanz genehmigen. Zugleich wurde damit begonnen, die Auslandskredite abzubauen und die Bank Leu zu einer auf Zürich ausgerichteten Hypothekenbank umzuwandeln. Bis Mitte des 19. Jahrhunderts waren die Auslandsinvestitionen fast vollständig abgebaut und das Institut zum Marktführer bei der Vergabe von Hypotheken im Kanton Zürich aufgestiegen.
1854 erfolgte schliesslich die Umwandlung der Bank Leu in die Aktiengesellschaft Leu & Co. Zürich. Verluste im Kontokorrentverkehr machten aber 1872 einen Kapitalschnitt notwendig. Das Aktienkapital musste um 2 Millionen CHF auf 14 Millionen CHF reduziert werden. Zugleich begann die Bank Leu die Vermögensverwaltung als neue Geschäftssparte aufzubauen. Gegen Ende des 19. Jahrhunderts kam noch das Geschäft mit Wertpapieremissionen hinzu. Dabei betätigte sich die Bank insbesondere im Bereich der noch jungen Schweizer Elektrizitätswirtschaft, so etwa bei der AG Elektrizitätswerke an der Sihl. 1907 eröffnete die Bank Leu in Zürich ihre ersten Bankfilialen und ab 1910 wurden ihre Aktien an der Börse Zürich gehandelt.
Der Erste Weltkrieg brachte der Schweizer Industrie und Banken paradoxerweise eine Verbesserung ihrer wirtschaftlichen Situation. Die Bilanzsumme der Bank Leu wuchs auf über 340 Millionen CHF. 1915 wurde der Hauptsitz im „Leuenhof“ an der Bahnhofstrasse 32 in Zürich bezogen, der als einer der schönsten Jugendstilbauten der Stadt gilt. Nach dem Kriegsende kam es dann aber zu einer schweren Wirtschaftskrise in deren Folge die Bank Leu finanziell saniert werden musste. Hierzu wurde das Aktienkapital der Bank gemäss den Beschlüssen ihrer Generalversammlungen von 1921 und 1922 um die Hälfte herabgesetzt und neue Prioritätsaktien ausgegeben. Es fanden sogar Verhandlungen über eine Fusion mit der Schweizerischen Bankgesellschaft (SBG) statt, die aber zu keinem Ergebnis führten.
Nachdem die Bilanzsumme der Bank 1923 auf nur noch 181 Millionen CHF gefallen war, stieg sie im Zuge der allgemeinen wirtschaftlichen Erholung bis 1930 wieder auf 416 Millionen CHF an. Die Weltwirtschaftskrise der 1930er Jahre führte aber zu erneuten grossen finanziellen Verlusten, insbesondere im Hypothekengeschäft. Nachdem das Aktienkapital der Bank Leu 1934 erneut von 50 auf 40 Millionen CHF herabgesetzt werden musste, folgte im Frühjahr 1937 eine Annullierung von 10 Millionen CHF Aktienkapital. Das verbleibende Aktienkapital wurde durch einen Kapitalschnitt auf 6 Millionen CHF reduziert. Die Bank gewann zwar durch diese Massnahmen ihre Handlungsfähigkeit zurück, doch normalisierte sich die Geschäftstätigkeit nur langsam, da viele Kunden ihr Vertrauen in die Bank verloren und ihre Einlagen zurückgezogen hatten.
Der Zweite Weltkrieg führte vor allem im Auslandsgeschäft zu grossen Schwierigkeiten. Dieses machte zu Kriegsbeginn rund ein Drittel der Bilanzsumme aus. Der weitaus grösste Teil dieses Auslandsengagements betraf das Deutsche Reich. In der Nachkriegszeit wich die anfängliche Angst vor einem neuen grossen Konflikt, diesmal mit der UdSSR, und den damit verbundenen Wirtschaftsproblemen bald neuer Zuversicht. Verstärkt durch den Ausbau des Filialnetzes in den 1960er und 70er Jahren, weitete sich das Bilanzvolumen der Bank Leu zwischen 1950 und 1995 von 243,1 Mio. CHF auf fast 13 Mrd. CHF aus. Im selben Zeitraum stieg die Zahl der Mitarbeiter von 263 auf 1.341 und der Bruttogewinn von knapp 2 Mio. CHF auf 163 Mio. CHF.
Der zunehmende internationale Wettbewerb und die Deregulierung des Schweizer Bankenmarkts führten 1990 zur Übernahme der Bank Leu, zu diesem Zeitpunkt die älteste Grossbank der Schweiz, durch die damalige CS Holding (heute: Credit Suisse Group). Diese fasste die Bank Leu gemeinsam mit den ebenfalls von der CS Group kontrollierten Finanzinstituten „Bank Hofmann“ und „Clariden Bank“ in der neu gegründeten „Leu Holding“ zusammen. Aber schon per 30. April 1995 wurde diese Subholding aus Gründen der wirtschaftlichen Effizienz wieder aufgelöst und die „Bank Leu“ und ihre Schwesterinstitute „Bank Hofmann“ und „Clariden Bank“ direkt der CS Group unterstellt.
Dennoch expandierte die Bank Leu mit der Übernahme der Bank Neumünster Ende 1994 und der Affida Bank Ende 1997 weiter. 1997 bis 1998 wurde die Bank Leu neu ausgerichtet. Ihre 14 Bankfilialen in Zürich und Umgebung gab sie an die Muttergesellschaft Credit Suisse ab und verlagerte ihren Schwerpunkt auf den Bereich der Vermögensverwaltung. Die Bank Leu verlor damit über 100.000 Kundenbeziehungen und fast die Hälfte ihres Personalbestandes.
Per 1. Januar 2007 wurde sie zusammen mit Clariden Bank, Bank Hofmann, BGP Banca di Gestione Patrimoniale und der Effektenhändlerin Credit Suisse Fides zur Clariden Leu fusioniert, die 2012 mit der Credit Suisse zusammengeführt und aufgelöst wurde. In ihrem 251. und letzten Geschäftsjahr beschäftigte die Bank Leu 541 Mitarbeiter und verfügte über eine Bilanzsumme von 16.524 Milliarden CHF sowie Kundenvermögen von gesamthaft 36,5 Milliarden Schweizer Franken.